# لانگوباردیسور
لانگوباردیسور (نام علمی: ') نام یک سرده از راسته نیاسوسماران است.